# 小行星16783
小行星16783（16783 Bychkov）是一颗绕太阳运转的小行星，为主小行星带小行星。该小行星于1996年12月14日发现。

## 轨道参数
小行星16783的轨道半长轴为2.6281254 UA，离心率为0.176。